# Beton komórkowy

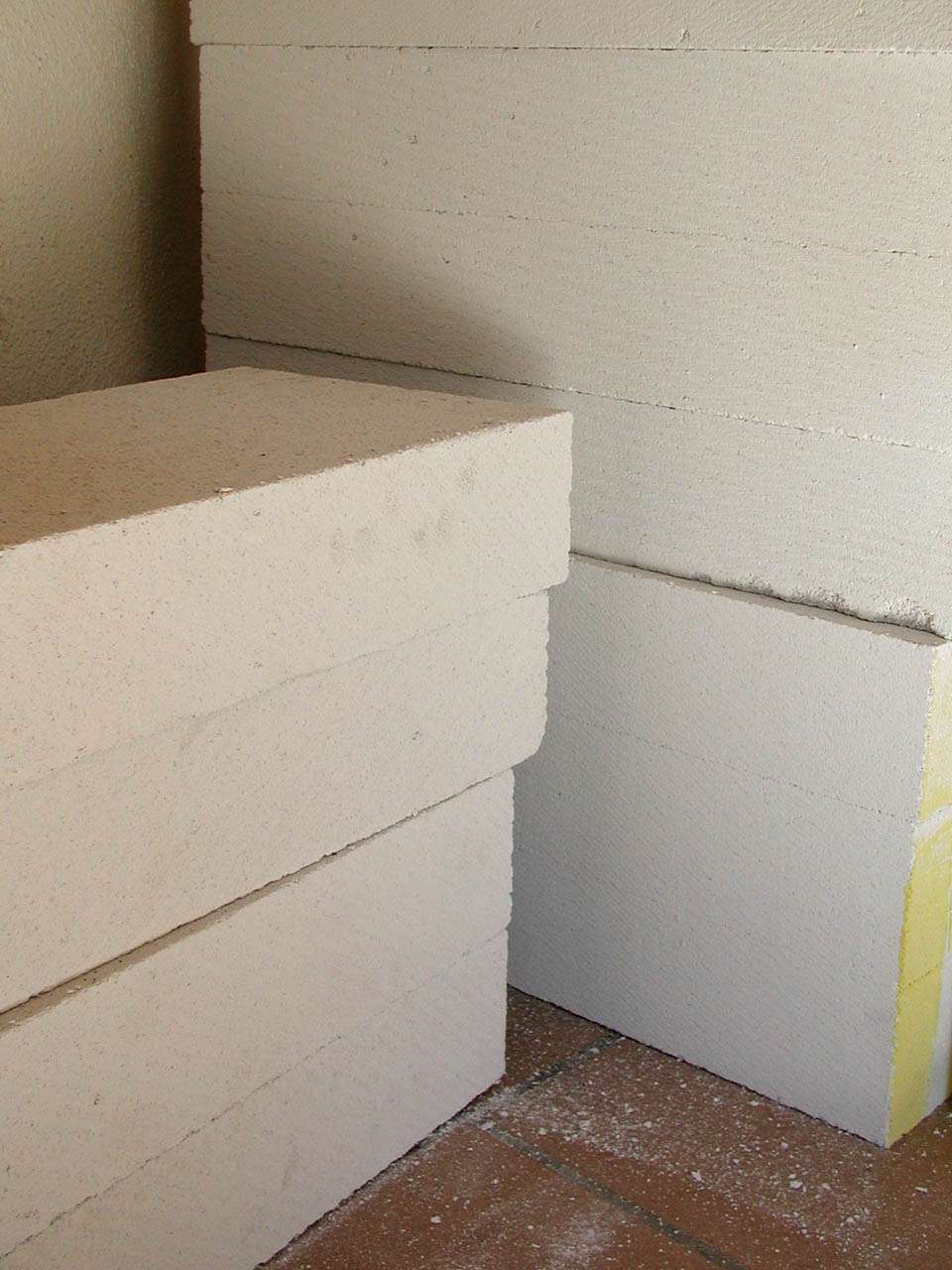
Bloczki betonu komórkowego

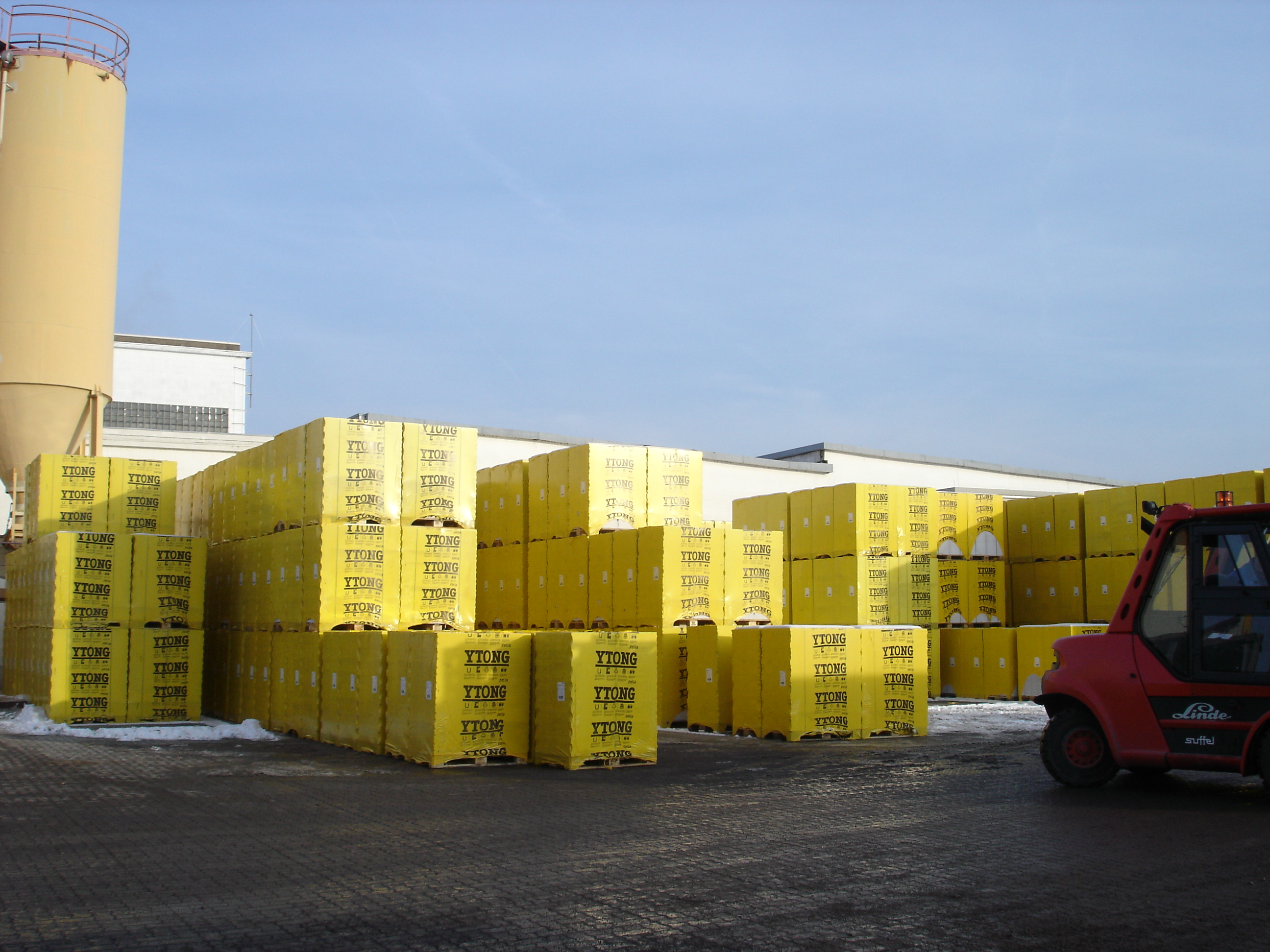
Bloki betonu komórkowego na paletach w opakowaniu fabrycznym

Beton komórkowy (ABK) – materiał budowlany, rodzaj lekkiego betonu otrzymywanego poprzez wprowadzenie gazu, zwykle powietrza pod odpowiednim ciśnieniem do plastycznej mieszanki cementowej, w wyniku czego powstają w nim jednorodne pory, zwane komórkami.
Wykorzystywane są dwie metody wprowadzania powietrza: przez reakcję chemiczną – najczęściej proszek aluminiowy wprowadzony do cementu (gazobeton) lub przez dodanie do mieszanki czynnika pianotwórczego, który wprowadza pęcherzyki podczas mieszania przy dużej prędkości (pianobeton). Beton komórkowy wykazuje wysoką odkształcalność cieplną i wilgotnościową oraz wysoki skurcz (zmiana objętości).

## Historia
Początek rozwoju betonu komórkowego sięga końca XIX wieku. Celem wytwarzania tego betonu była produkcja dużych ilości sztucznego kamienia budowlanego, posiadającego dobrą jakość i wykonanego z naturalnych surowców, takich jak piasek kwarcowy i spoiwo wapienne.
W trakcie pierwszych prób w roku 1877 Zernikow sporządził zaprawę wapienno-piaskową w parze wodnej pod wysokim ciśnieniem, przy czym uzyskał niewielką wytrzymałość produktu. W dalszym etapie rozwoju Michaelisowi udało się przekształcenie ubogiej w wodę zaprawy wapienno-piaskowej w twardy i trwały wodzian krzemianu wapnia w wyniku działania pary wodnej pod wysokim ciśnieniem. Na opracowaną technologię parowo-ciśnieniową otrzymał w roku 1880 patent DRP 14195, który stał się podstawą produkcji wszystkich materiałów budowlanych utwardzanych parą. W roku 1889 przyznano patent E. Hoffmannowi, któremu udało się osiągnąć zwiększenie objętości materiału budowlanego przed jego utwardzeniem dzięki powstaniu pęcherzyków (porów). Aby wyprodukować zaprawę cementowo-gipsową z pęcherzykami powietrza, wykorzystał on reakcję rozcieńczonego kwasu solnego z mączką wapienną. Kolejny patent na nową technologię otrzymali w roku 1914 J.W. Aylsworth i F.A. Dyer, w ramach której podczas reakcji wapnia z wodą i niewielką ilością proszku metalowego (aluminiowego lub cynkowego) uwalnia się wodór w formie gazowej. W trakcie tego procesu powstawania pęcherzyków mieszanka surowca pęcznieje, wodór ulatnia się, a jego miejsce zajmuje powietrze.
Od 1918 naukowcy szwedzcy pracowali nad opracowaniem nowego materiału budowlanego, ponieważ w Szwecji po pierwszej wojnie światowej występowały częściowo dramatyczne niedobory energii. Ponieważ kraj niemal nie dysponował własnymi źródłami energii, rząd zaostrzył wymogi dotyczące właściwości termicznych materiałów budowlanych. Dobrze widziane były produkty o wysokiej izolacji termicznej i niewielkim koszcie energii potrzebnej do produkcji. Ponadto oczekiwano, że materiał budowlany nie będzie się rozkładał, będzie niepalny i łatwy w obróbce.
Dalszy rozwój betonu komórkowego przedstawia się następująco:
- 1923 – po raz pierwszy udaje się Szwedowi Axelowi Ericssonowi uzyskanie betonu komórkowego. Rok później otrzymuje patent za swoje nowe odkrycie.
- 1927 – Axel Ericsson stosuje technologię, podczas której po dodaniu proszku metalowego powstaje dobrze rozprowadzona gorąca mieszanka wapna i piasku kwarcowego. Następnie dzięki połączeniu procesu powstawania pęcherzyków i utwardzania przy pomocy ciśnienia pary tworzy podwaliny produkcji nowoczesnego betonu komórkowego. W oparciu o tę technologię w roku 1933 powstaje lekki bloczek z cementu portlandzkiego i mączki kwarcowej.
- 1929 – w Szwecji rozpoczyna się produkcja wyrobów z betonu komórkowego na skalę przemysłową. Na początku lat 30. powstają dalsze zakłady produkcyjne, aby zaspokoić zapotrzebowanie na beton komórkowy.
- 1945 – w Niemczech zostaje opracowana technologia cięcia przy pomocy naprężonych drutów stalowych, dzięki której wytrzymałe bloki z betonu komórkowego można dzielić na mniejsze produkty o dokładnych wymiarach, minimalizując przy tym straty materiałowe. Tak samo, po raz pierwszy rozpoczęto produkcję wielkoformatowych elementów zbrojonych stalą.
- 1954 – rozpoczyna się produkcja betonu komórkowego w zakładzie w Solcu Kujawskim
- 1960 – wraz z rozwojem bloczków stało się możliwe stawianie murów na zaprawę cienkowarstwową przy niewielkiej ilości spoin.
- 1977 – poprzez wprowadzenie połączenia na pióro-wpust dokonano dalszej innowacji przy budowlach murowych. Ułatwia ono budowanie i przyspiesza doprowadzenie budowy do stanu surowego. Od tego momentu spoiny pionowe w zasadzie przestają być łączone na zaprawę.
- 1983 – bloczki z betonu komórkowego zostają wyposażone w uchwyty montażowe. Ułatwiają one zastosowanie i obróbkę bloczków.

## Zastosowanie i klasyfikacja
Coraz częściej spotyka się bloczki komórkowe przystosowane do budowania systemowego. Poprzez „system” należy rozumieć nie tylko bloczki, ale U-kształtki, nadproża i inne elementy konieczne dla wybudowania muru jednowarstwowego.
Beton komórkowy stosowany jest najczęściej ze względu na jego niską przewodność cieplną w przegrodach. Materiał ten zapewnia dobrą ognioodporność. Poddaje się piłowaniu i utrzymuje gwoździe. Ma dobrą odporność na działanie mrozu. Zbrojenie w betonie komórkowym szybko ulega korozji, dlatego musi być zabezpieczone.
Beton komórkowy można klasyfikować według:
- obliczeniowej wytrzymałości na ściskanie w MPa,
- gęstości objętościowej wyrażanej w kg/m³
- dokładności wykonania,
- koloru: na biały i szary – kolor jest efektem przyjętej technologii produkcyjnej.

W Polsce do najpopularniejszych należą klasy „500” i „600”, oraz „400”. Niektórzy producenci wytwarzają jeszcze lżejsze odmiany „350” i „300”, ale są one rzadko stosowane. Mają one jeszcze lepsze parametry izolacyjne, jednak maleje w nich odporność na ściskanie.
W zależności od gęstości beton komórkowy wykorzystuje się odpowiednio do określonego rodzaju ścian:
- ściany nośne jednowarstwowe: klasa gęstości 400 i niższe
- ściany nośne warstwowe: klasa gęstości 600
- ściany działowe: klasa gęstości 600
- ściany o wyższej wytrzymałości: klasa gęstości 700
- w budownictwie przemysłowym, do hal magazynowych: ściany pośredniej klasy gęstości np. 500
- do ścian wypełniających: klasa gęstości 600, ale również inne klasy gęstości można stosować.

Odmiana 400, 350, przy grubości 36,5 cm z zastosowaniem cienkospoinowej zaprawy klejowej może być użyta do budowania w technologii muru jednowarstwowego (bez potrzeby docieplania).

## Zalety
- dobra izolacyjność termiczna
- łatwość obróbki
- niewielka masa
- przystępna cena

## Wady
- duża nasiąkliwość
- kruchość
- niezbyt duża wytrzymałość na ściskanie